# Нибелунгите
 Тази статия е за германския филм.  За бургундската династия вижте Нибелунги.  
„Нибелунгите“ (на немски: Die Nibelungen) е германски приключенски фентъзи филм от 1924 година на режисьора Фриц Ланг по негов собствен сценарий в съавторство с Теа фон Харбоу, базиран на средновековната епическа поема „Песен за Нибелунгите“.
Поради голямата си дължина от близо 5 часа, филмът е прожектиран в две отделни части, всяка със самостоятелна премиера. Сюжетът следва класическата легенда, като първата част следва приключенията на Зигфрид до неговата смърт, а втората описва опитите за отмъщение на съпругата му Кримхилда. Главните роли се изпълняват от Паул Рихтер, Маргарете Шон, Хана Ралф, Бернхард Гьоцке.